# Saturn Sky
Saturn Sky – samochód sportowy klasy kompaktowej produkowany pod amerykańską marką Saturn w latach 2005 – 2009.

## Historia i opis modelu

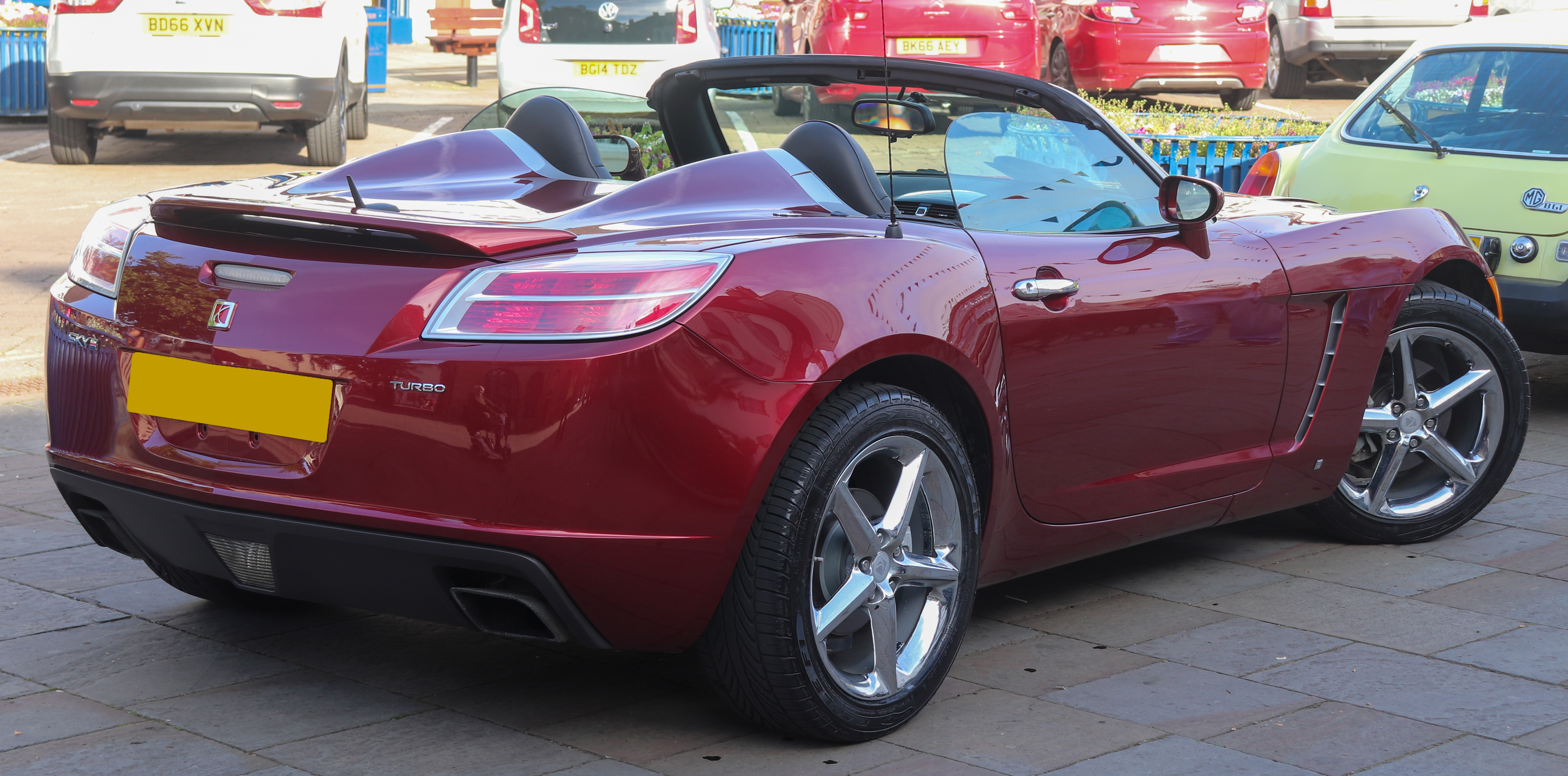
Saturn Sky - tył

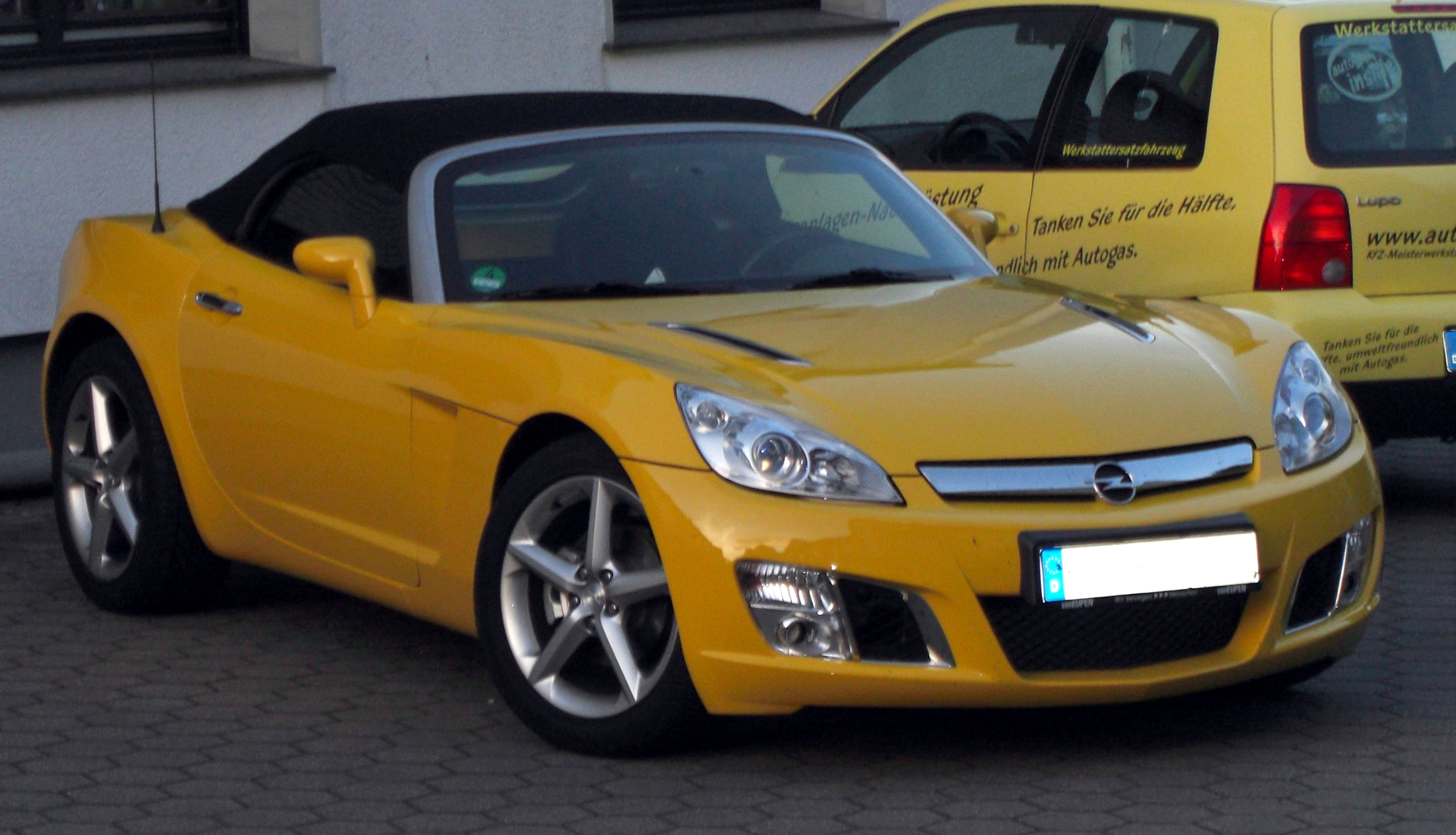
europejski Opel GT

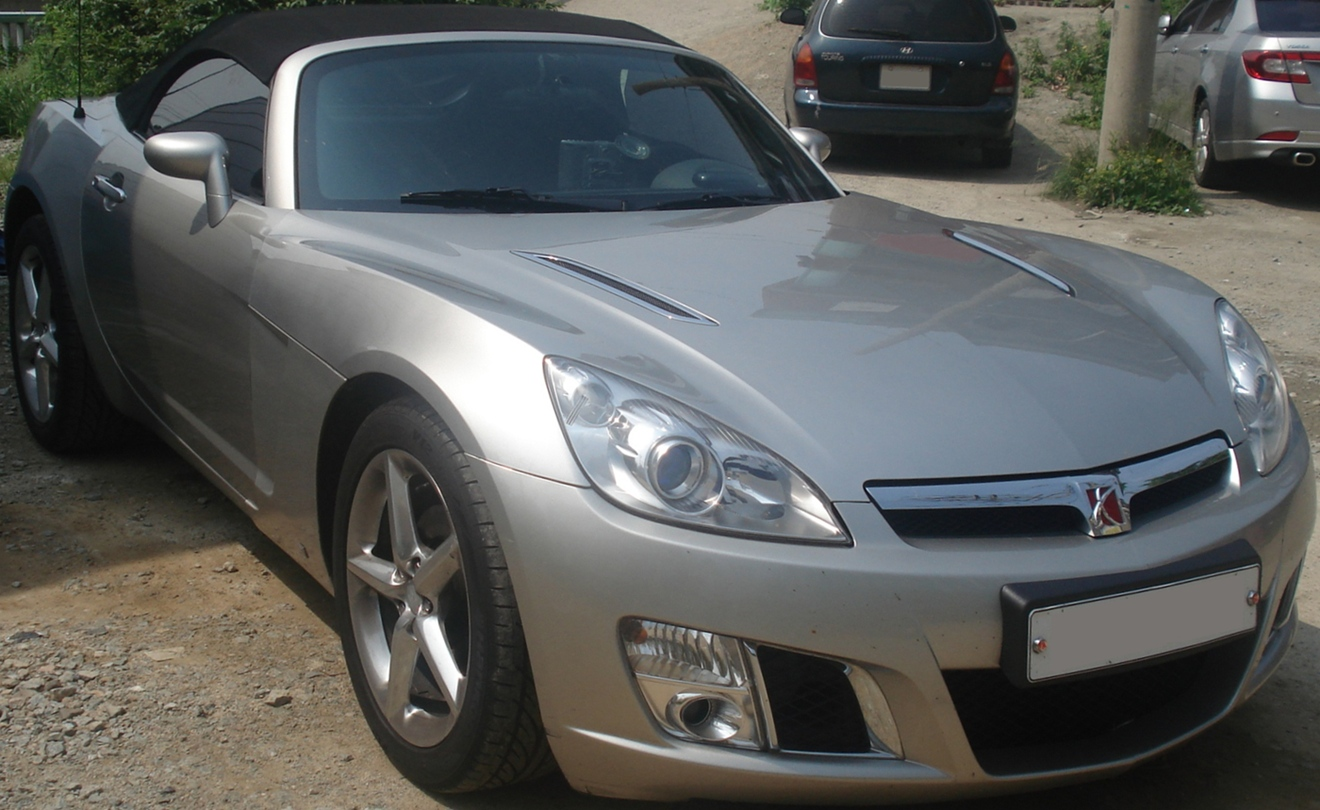
południowokoreańskie Daewoo G2X

Saturn Sky został zaprezentowany wiosną 2005 roku jako pierwszy, niewielki samochód sportowy w ofercie Saturna. Dwuosobowy roadster z miękkim, składanym dachem został skonstruowany we współpracy z Pontiakiem w ramach koncernu General Motors jako bliźniacza konstrukcja modelu Solstice.
Do napędu użyto czterocylindrowych silników benzynowych Ecotec, moc przenoszona była na koła tylne poprzez 5-biegową manualną bądź automatyczną skrzynię biegów. Samochód dostępny był także w usportowionej wersji Redline (zastosowano w niej nieco mniejszy, ale za to turbodoładowany silnik o pojemności 2 litrów.

### Sprzedaż
Saturn Sky był także eksportowany w latach 2007–2009 do Europy kontynentalnej pod marką Opel jako Opel GT, a także do Korei Południowej pod lokalną marką Daewoo jako Daewoo G2X.

### Silniki
- L4 2.0l LNF
- L4 2.4l LE5

### Dane techniczne
- R4 2,4 l (2384 cm³), 4 zawory na cylinder, DOHC
- Średnica × skok tłoka: 88,00 mm × 98,00 mm
- Moc maksymalna: 172 KM (127kW) przy 6400 obr./min
- Maksymalny moment obrotowy: 220 N•m przy 4800 obr./min
- Przyspieszenie 0-100 km/h: 5,5 s
- Przyspieszenie 0-160 km/h: 14,7 s
- Prędkość maksymalna: 227 km/h